# 碧粳米
碧粳米，又稱京米，粳稻品種，屬於晚稻，以略帶青色聞名，原產於清帝國北京市附近，為清朝皇室貢米。在中華人民共和國建立後絕種，在2000年後復育。

## 概論
碧粳米是一種微帶綠色的粳米，原出產於北京市週邊，因此又稱京米，以玉田縣所產最佳。清朝皇室以此為貢米，為貴族王公愛用，在《紅樓夢》中數度記載。可作白飯食用，也可煮為粥，稱為碧梗粥，粳米粥或京米粥。
在中華人民共和國建立後，在中國共產黨推動大躍進，將農村改組為人民公社時，因為碧粳米產量少，不易照顧，不符合人民公社要求，農民放棄種植。在1959年至1961年三年困难时期後，碧粳米在中國絕種。
2000年後，中華人民共和國經由育種，以其他產地的粳稻品種，如江蘇淮安市凌橋大米，無錫香粳米，與寧夏梗米，種植出多個類似的粳稻品種，同樣命名為碧粳米，以此為品牌名稱。